# Shalini Randeria
Shalini Randeria (* 1955 in Washington, D.C.) ist eine indische Sozialanthropologin. Sie lehrte am IHEID in Genf und war Rektorin am Institut für die Wissenschaften vom Menschen (IWM) in Wien. Seit November 2021 ist sie Rektorin der Central European University in Wien.

## Familie
Randeria wurde stark von ihrer familiären Lebensgeschichte geprägt. Ihr Urgroßvater mütterlicherseits war Rechtsanwalt und Mitte des 19. Jahrhunderts Bürgermeister in Ahmedabad im indischen Bundesstaat Gujarat und ein bekannter Schriftsteller. Er gehörte der Kaste der Brahmanen an und wurde, da er nichts vom Kastenwesen hielt, aus dieser ausgeschlossen. Er gründete die ersten Mädchenschulen in Indien.
Ihr Großvater mütterlicherseits war zum Zeitpunkt ihrer Geburt indischer Botschafter in den Vereinigten Staaten. Er war Verfasser von Sachbüchern, Satire- und Zeitungsartikeln und war einer der Autoren der indischen Verfassung. Ihre Großmutter gründete die erste Schule für Unberührbare Mädchen in Kalkutta. Randerias Vater kam aus der unteren Mittelschicht und war als junger Mann Marxist, später auch Anhänger von Mahatma Gandhi. Er studierte Jus und Wissenschaftsmanagement. Beide Elternteile waren Atheisten und in der indischen Unabhängigkeitsbewegung aktiv. Das Familienleben war sehr stark von Büchern geprägt.
Shalini Randeria wurde in Washington, D.C. geboren, da ihre Mutter – dem damaligen indischen Brauch entsprechend – zur Geburt ihres ersten Kindes zu ihren Eltern zog. Als Shalini zwei Jahre alt war, übersiedelte sie mit ihren Eltern nach Indien. Sie verbrachte ihre Kindheit und Jugend zuerst in Bombay, dann in Neu-Delhi.

## Ausbildung und Wirken
Auf Wunsch der Eltern, die indischen Sprachen zu lernen, besuchte Shalini Randeria bis zur 4. Klasse eine Gujarati-Schule. Zuhause wurde sie von ihrer Mutter, die in Mumbai als Bibliothekarin im British Council arbeitete, in Englisch unterrichtet. In Neu-Delhi kam sie ab der 5. Klasse in eine Hindi-sprachige Schule.
In Neu-Delhi studierte sie Soziologie und erhielt 1977 als erste Frau das renommierte Rhodes-Stipendium für ein Studium an der Universität Oxford. Nach Fortsetzung ihrer Studien in Heidelberg habilitierte sich Randeria an der Freien Universität Berlin.
Seither arbeitet Randeria als Ethnologin und Sozialanthropologin. Sie forschte und lehrte an mehreren europäischen Universitäten und Forschungsinstituten, darunter München, Budapest, Paris und Göttingen. Ab 1982 unterrichtete sie an der FU Berlin und war von 2003 bis 2012 Professorin für Sozial- und Kulturanthropologie an der Universität Zürich. Anschließend wechselte sie an das Hochschulinstitut für internationale Studien und Entwicklung in Genf, wo sie das Institut für Sozialanthropologie und Soziologie aufbaute und leitete. Im Sommersemester 2011 war Randeria Gastprofessorin am Institut für Zeitgeschichte der Universität Wien. Von 2015 bis 2021 war sie Rektorin am Institut für die Wissenschaften vom Menschen (IWM) in Wien. Seit 8. November 2021 ist sie Rektorin der Central European University (CEU). Zu ihrem Nachfolger als Rektor des IWM wurde der britische Journalist und Autor Misha Glenny gewählt.
In ihrer Forschung widmet sich Shalini Randeria unter anderem den vielen Gesichtern der Moderne und den Widersprüchlichkeiten der Globalisierung. Randeria prägte den Begriff des „sanften Autoritarismus“ (soft authoritarianism), mit dem sie das wiederkehrende Muster des Wandels rechtsstaatlicher Demokratien zu autoritären Regimen mit weitgehend innerhalb des Rechtsrahmens verbleibener Mittel und errungener Mehrheiten beschreibt und damit an Begriffe wie Illiberale Demokratie und Demokratur anschließt. In Indien betreibt sie intensive Feldforschung.

## Privates
Neben ihrer Muttersprache Gujarati spricht Randeria fünf weitere indische Sprachen, sowie Englisch, Deutsch und Französisch.
Sie ist Mutter einer Tochter und lebt in Genf und Wien.